# نشانه زبانی
نشانۀ زبانی (انگلیسی: Linguistic sign)، رابطهٔ میان دال و مدلول است.

## فردینان دو سوسور
نظریه فردینان دو سوسور به ویژه در مطالعه نشانه‌های زبانی تأثیر گذار بوده است.

## نشانهٔ زبانی
نشانهٔ زبانی به اعتقاد سوسور، رابطهٔ میان دال و مدلول است که به دلیل ذهنی بودن دال و مدلولش، ذهنی است.
سوسور این رابطه، یعنی نشانهٔ زبانی را ماهیتاً اختیاری (arbitrary) می‌داند و به هنگام بحث دربارهٔ آن، صرفاً از نمونه‌هایی بهره می‌گیرد که محدود به واژه اند.
به همین دلیل چنین فرض شده است که وی نشانهٔ زبانی را به سطح واژه‌های زبان محدود دانسته است.
نشانهٔ زبانی در زبان‌شناسی سوسوری و پساسوسوری واحد زبان تلقی می‌شود
در معنی‌شناسی شناختی، نشانهٔ زبانی به همان شکلی که سوسور در نظر داشته، مورد تأیید قرار گرفته است و به واحدهای بزرگ‌تر از واژه، نظیر گروه و جمله تعمیم یافته است.

## برای مطالعهٔ بیشتر
نشانه‌شناسی
مفهوم
لغزش فرویدی